# Christiaan Lodewijk van Brunswijk-Lüneburg
Christiaan Lodewijk van Brunswijk-Lüneburg (Herzberg, 25 februari 1622 - Celle, 15 maart 1665) was van 1641 tot 1648 hertog van Brunswijk-Calenberg en van 1648 tot aan zijn dood hertog van Brunswijk-Lüneburg. Hij behoorde tot het Nieuwere Huis Lüneburg.

## Levensloop
Christiaan Lodewijk was de oudste zoon van hertog George van Brunswijk-Calenberg en diens echtgenote Anna Eleonora, dochter van landgraaf Lodewijk V van Hessen-Darmstadt. Na de dood van zijn vader in 1641 volgde hij hem redelijk onvoorbereid op als hertog van Brunswijk-Calenberg, een functie waarbij hij resideerde in de stad Hannover.
In 1642 werd hij door vorst Lodewijk I van Anhalt-Köthen opgenomen in het Vruchtdragende Gezelschap. Christiaan Lodewijk had als gezelschapsnaam de Zuiverhartige met als motto opgefrist en versterkt. Als embleem kreeg hij de sukadeboom toegewezen.
Christiaan Lodewijk gold als plezierzuchtig en had de reputatie een drinkebroer te zijn. Al snel kwam hij in conflict met de bewoners van Hannover. Toen hij na het overlijden van zijn oom Frederik in 1648 het hertogdom Brunswijk-Lüneburg erfde, stond hij Brunswijk-Calenberg af aan zijn jongere broer George Willem. In 1650 benoemde hij zijn Kamervoorzitter en voormalige hofmeester Friedrich Schenck von Winderstädt tot stadhouder en vertrouwde Christiaan Lodewijk hem de regeringszaken toe. In 1658 gaf hij aan vestingbouwkundige Henrick Ruse de opdracht om het Slot van Harburg te restaureren.
Op 9 oktober 1653 huwde hij met Dorothea Sophie van Sleeswijk-Holstein-Sonderburg-Glücksburg (1636-1689), dochter van hertog Filips van Sleeswijk-Holstein-Sonderburg-Glücksburg. Het huwelijk bleef kinderloos.
Op 15 maart 1665 stierf Christiaan Lodewijk op 43-jarige leeftijd in Celle. Hij werd bijgezet in de Vorstelijke Crypte in Sint-Marien, de stadskerk van Celle. Zijn jongere broer Johan Frederik nam na zijn overlijden de regering van het hertogdom Brunswijk-Lüneburg over.

## Voorouders
| Voorouders van Christiaan Lodewijk van Brunswijk-Lüneburg | Voorouders van Christiaan Lodewijk van Brunswijk-Lüneburg                                        | Voorouders van Christiaan Lodewijk van Brunswijk-Lüneburg                                        | Voorouders van Christiaan Lodewijk van Brunswijk-Lüneburg                                        | Voorouders van Christiaan Lodewijk van Brunswijk-Lüneburg                                        | Voorouders van Christiaan Lodewijk van Brunswijk-Lüneburg                                        | Voorouders van Christiaan Lodewijk van Brunswijk-Lüneburg                                        | Voorouders van Christiaan Lodewijk van Brunswijk-Lüneburg                                        | Voorouders van Christiaan Lodewijk van Brunswijk-Lüneburg                                        |
| --------------------------------------------------------- | ------------------------------------------------------------------------------------------------ | ------------------------------------------------------------------------------------------------ | ------------------------------------------------------------------------------------------------ | ------------------------------------------------------------------------------------------------ | ------------------------------------------------------------------------------------------------ | ------------------------------------------------------------------------------------------------ | ------------------------------------------------------------------------------------------------ | ------------------------------------------------------------------------------------------------ |
| Overgrootouders                                           | Ernst I van Brunswijk-Lüneburg (1497-1546) ∞ 1561 Sophia van Mecklenburg-Schwerin (-1541)        | Ernst I van Brunswijk-Lüneburg (1497-1546) ∞ 1561 Sophia van Mecklenburg-Schwerin (-1541)        | Christiaan III van Denemarken (1503-1559) ∞ 1598 Dorothea van Saksen-Lauenburg (1511-1571)       | Christiaan III van Denemarken (1503-1559) ∞ 1598 Dorothea van Saksen-Lauenburg (1511-1571)       | George I van Hessen-Darmstadt (1547-1596) ∞ 1593 Magdalena van Lippe (1552-1587)                 | George I van Hessen-Darmstadt (1547-1596) ∞ 1593 Magdalena van Lippe (1552-1587)                 | Johan George van Brandenburg (1525-1598) ∞ 1589 Elisabeth van Anhalt (1563-1607)                 | Johan George van Brandenburg (1525-1598) ∞ 1589 Elisabeth van Anhalt (1563-1607)                 |
| Grootouders                                               | Willem V van Brunswijk-Lüneburg (1535-1592) ∞ 1561 Dorothea van Oldenburg (1546-1617)            | Willem V van Brunswijk-Lüneburg (1535-1592) ∞ 1561 Dorothea van Oldenburg (1546-1617)            | Willem V van Brunswijk-Lüneburg (1535-1592) ∞ 1561 Dorothea van Oldenburg (1546-1617)            | Willem V van Brunswijk-Lüneburg (1535-1592) ∞ 1561 Dorothea van Oldenburg (1546-1617)            | Lodewijk V van Hessen-Darmstadt (1577-1626) ∞ 1598 Magdalena van Brandenburg (1582-1616)         | Lodewijk V van Hessen-Darmstadt (1577-1626) ∞ 1598 Magdalena van Brandenburg (1582-1616)         | Lodewijk V van Hessen-Darmstadt (1577-1626) ∞ 1598 Magdalena van Brandenburg (1582-1616)         | Lodewijk V van Hessen-Darmstadt (1577-1626) ∞ 1598 Magdalena van Brandenburg (1582-1616)         |
| Ouders                                                    | George van Brunswijk-Calenberg (1582-1641) ∞ 1625 Anna Eleonora van Hessen-Darmstadt (1601-1659) | George van Brunswijk-Calenberg (1582-1641) ∞ 1625 Anna Eleonora van Hessen-Darmstadt (1601-1659) | George van Brunswijk-Calenberg (1582-1641) ∞ 1625 Anna Eleonora van Hessen-Darmstadt (1601-1659) | George van Brunswijk-Calenberg (1582-1641) ∞ 1625 Anna Eleonora van Hessen-Darmstadt (1601-1659) | George van Brunswijk-Calenberg (1582-1641) ∞ 1625 Anna Eleonora van Hessen-Darmstadt (1601-1659) | George van Brunswijk-Calenberg (1582-1641) ∞ 1625 Anna Eleonora van Hessen-Darmstadt (1601-1659) | George van Brunswijk-Calenberg (1582-1641) ∞ 1625 Anna Eleonora van Hessen-Darmstadt (1601-1659) | George van Brunswijk-Calenberg (1582-1641) ∞ 1625 Anna Eleonora van Hessen-Darmstadt (1601-1659) |
| Christiaan Lodewijk van Brunswijk-Lüneburg (1622-1665)    |                                                                                                  |                                                                                                  |                                                                                                  |                                                                                                  |                                                                                                  |                                                                                                  |                                                                                                  |                                                                                                  |